# Cantonul La Roche-Canillac
Cantonul La Roche-Canillac este un canton din arondismentul Tulle, departamentul Corrèze, regiunea Limousin, Franța.

## Comune
- Champagnac-la-Prune
- Clergoux
- Espagnac
- Gros-Chastang
- Gumond
- Marcillac-la-Croisille
- La Roche-Canillac (reședință)
- Saint-Bazile-de-la-Roche
- Saint-Martin-la-Méanne
- Saint-Pardoux-la-Croisille
- Saint-Paul